# Golpe de Estado en Gambia de 1994
El golpe de Estado en Gambia del 22 de julio de 1994, conocido por el régimen de Jammeh como Revolución del 22 de julio, se llevó a cabo para derrocar al gobierno constitucional de Dawda Jawara. El golpe fue dirigido por el teniente Yahya Jammeh, de veintinueve años de edad. Esta interrupción constitucional inauguró veintidós años y medio de autoritarismo militar, que culminaron con la derrota electoral de Jammeh y su expulsión por la fuerza por parte de la CEDEAO en 2017.

## Antecedentes
Dawda Jawara, que gobernaba el país desde la independencia en 1965 y era presidente desde la conversión del país en República en 1970, fue reelegido democráticamente en 1992, con un mandato destinado a terminar en 1997. El gobierno de Jawara había dejado a Gambia como uno de los países más pobres del mundo, en donde el analfabetismo rozaba el 70% y el ingreso per cápita solo llegaba a 300$ al año.
En 1981, Senegal (que rodeaba casi completamente el territorio gambiano y consideraba un riesgo para su integridad cualquier inestabilidad en el enclave) había intervenido en el país y sofocado un intento de golpe contra Jawara por un grupo marxista. Tras esto, Jawara organizó la integración regional y se formó la Confederación de Senegambia. Sin embargo, en 1989, tras el rechazo de Jawara a realizar una unión monetaria, la confederación se disolvió, provocando un enfriamiento en la relación entre los dos países, siendo este el motivo probable por el cual Senegal no intervino en Gambia durante el golpe.

## Desarrollo
El 22 de julio, el grupo golpista tomó el control de varios puntos importantes de la capital, Banjul, sin encontrar prácticamente ninguna resistencia. Jawara partió al exilio en Senegal ese mismo día, sin intentar defender su mandato. El grupo golpista se identificó a sí mismo como Consejo Provisional de Gobierno de las Fuerzas Armadas (AFPRC), y designó a Jammeh, con veintinueve años de edad, como jefe de Estado interino. Tras llegar al poder, el AFPRC suspendió la constitución, selló las fronteras e implementó un toque de queda. Mientras que el nuevo gobierno de Jammeh justificó el golpe al desacreditar la corrupción y la falta de democracia bajo el régimen de Jawara, la verdad era que el personal del ejército también estaba insatisfecho con sus salarios, condiciones de vida y perspectivas de ascenso.

## Consecuencias
A nivel local, el golpe recibió el apoyo de los sectores más pobres de la población, que celebraron el mismo. Sin embargo, tanto la población alfabetizada del país como los principales aliados económicos de Gambia, los Estados Unidos y la Unión Europea, se alarmaron e iniciaron la presión para el rápido retorno a un gobierno civil. Jammeh inicialmente prometió que el Consejo Militar estaba compuesto por soldados y declaró que todos regresarían "a sus cuarteles" una vez la situación se hubiese tranquilizado, declaración que fue recibida con escepticismo.
Ostentando el poder de facto, Jammeh decretó la derogación de la constitución de 1970 y prohibió toda actividad política dentro del país. Dos años después del golpe, se promulgó una nueva constitución, y en 1996, tras unas cuestionadas elecciones, se retornó a un gobierno civil dirigido por Jammeh, con bastantes restricciones para la oposición.